# Eurodoc
| Logo           | Logo                        |
| Sitz           | Brüssel, Belgien            |
| Gründungsjahr  | 2005 (2002)                 |
| Mitglieder     | 32 nationale Organisationen |
| Arbeitssprache | Englisch                    |
| Vorsitz        | Margaux Kersschot, Belgien  |

Eurodoc ist die Europäische Vereinigung für Doktoratskandidaten und Nachwuchsforscher. Derzeit besteht Eurodoc aus 32 nationalen Verbänden.
Im Rahmen von Konsultationen, Konferenzen und Expertengruppen ist Eurodoc im Kontakt mit Akteuren der europäischen Forschungs- und Bildungspolitik, insbesondere mit der Europäischen Kommission und der Vereinigung der Europäischen Universitäten, EUA.
Die Organisation veranstaltet jährlich eine Konferenz, die sowohl der Diskussion über disziplinenübergreifende Themen der Forschungsaktivität in Europa sowie dem Informationsaustausch zwischen europäischer Forschungspolitik und jungen Forscher dient. In Vorbereitung dieser Konferenz wird basierend auf der Beantwortung eines Fragebogens der Mitgliedsorganisationen ein Vergleich der unterschiedlichen Systeme in Europa erstellt.
Die Organisation strebt eine breite Basis der Mitwirkung an; jedes interessierte Mitglied einer nationalen Organisationen kann an den Diskussionen in den Workgroups von Eurodoc zu Themen wie Mobilität, Betreuungsverhältnisse und Erwerb von Kompetenzen, berufliche Laufbahn, gleiche Chancen für Frauen und Männer in der Forschung, Arbeitsbedingungen und soziale Absicherung (z. B. Mutterschutz) teilnehmen.

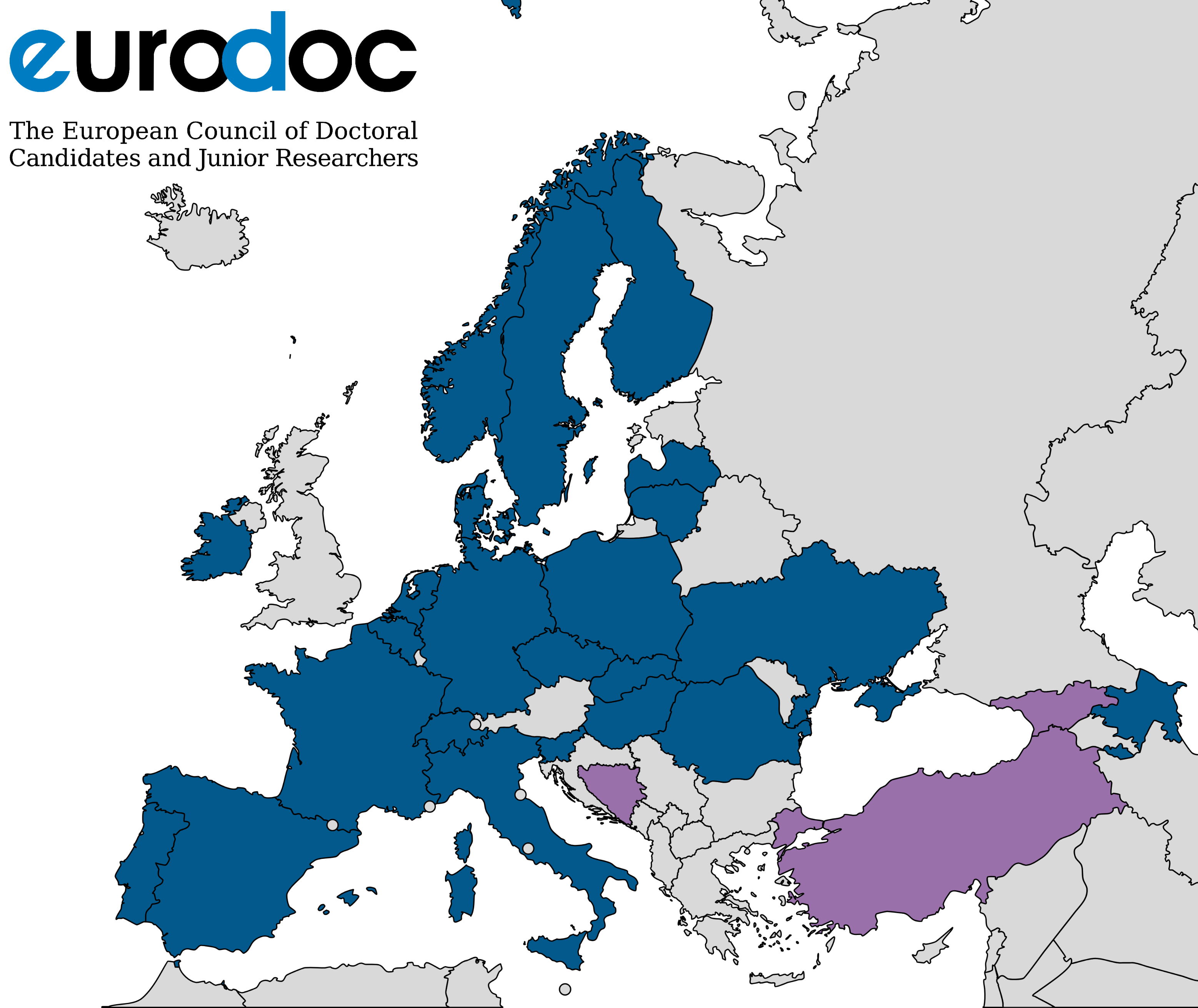

Es werden Positionen und Empfehlungen ausgearbeitet, die dann in die Europäische Bildungs- und Forschungspolitik einfließen.
Seit Dezember 2008 führt die Organisation eine europaweite Doktorandenbefragung durch. Diese Erhebung umfasst folgende Schwerpunktthemen: Qualifikation, Karrierewege, Finanzierung, Weiterbildung und Betreuung, Arbeitsbedingungen, Ergebnisse wissenschaftlicher Arbeit, Mobilität und soziodemographische Indikatoren. Ziel der Befragung ist es laut Eurodoc, die Doktoranden stärker am Bologna-Prozess zu beteiligen. Mit europaweit vergleichbaren Daten soll eine bessere Grundlage für zukünftige Empfehlungen zur Verbesserung der Bedingungen der Doktoranden und Steigerung der Attraktivität des Europäischen Forschungsraums geschaffen werden. 

## Ziele
Die Ziele gemäß Statuten sind:
- Vertretung der Promotionsstudenten und Nachwuchsforscher auf europäischer Ebene in den Themengebieten Bildung, Forschung und Karriereperspektiven.
- Förderung der Qualität der Doktoranden und der Standards der Forschungsaktivität in Europa.
- Ausweitung der Informationsweitergabe zu Themen, die Nachwuchsforscher betreffen; Organisation von Veranstaltungen, Mitwirkung an Debatten und Unterstützung der Weiterentwicklung in den Politikfeldern Bildung und Forschung in Europa.
- Einrichtung und Unterstützung der Kooperation zwischen nationalen Organisationen, die Doktoranden und junge Forscher vertreten.

## Geschichte
Nachdem Planungen zur Etablierung einer europaweiten Dachorganisation auf einem Treffen von Vertretern mehrerer europäischer Organisationen für junge Forscher auf einer Konferenz der schwedischen EU-Präsidentschaft in Uppsala im Jahre 2001 konkretisiert wurden, kam es 2002 zur Gründung von Eurodoc in Girona, Spanien. Im Jahr 2005 wurde Eurodoc schließlich unter belgischem Recht als internationale gemeinnützige Organisation mit Sitz in Brüssel rechtlich verankert.
Eurodoc war rund um den „dritten Zyklus“ des Bologna-Prozesses auf mehreren Konferenzen vertreten. Seit 2007 hat Eurodoc auch offiziell den Status eines Partners im Bologna-Prozess.